# Огреб (минералогија)
Огреб у минералогији представља боју праха минерала када се запара или уситни. Парање се врши помоћу беле, неглазиране керамичке плочице или комада порцелана. За разлику од очевидне боје минерала, која код већине минерала може знатно да варира, траг фино брушеног праха углавном има конзистентно карактеристичну боју, и стога је важно дијагностичко средство у идентификацији минерала. Ако се огреб не може направити, каже се да је огреб минерала бео или безбојан. Огреб је посебно важан у дијагнозирању непрозирних и обојених материјала. Он је у мањој мери користан за силикатне минерале, јер већина њих имају беле огребе и сувише су тврди да би се лако претворили у прах.